# Caporale d'onore
Il caporale d'onore è un grado onorifico militare attribuito a personaggi di alto rango. In Italia durante il regime fascista è stato un grado onorifico della Milizia Volontaria per la Sicurezza Nazionale.

## Storia
Nel corso della seconda guerra d'indipendenza italiana gli zuavi del corpo di spedizione francese di Napoleone III assegnarono il titolo di caporale d'onore al re piemontese Vittorio Emanuele II a seguito del suo comportamento valoroso nel corso della Battaglia di Palestro.
Nella storia dell'Italia fascista, il caporale d'onore era un grado onorifico della Milizia Volontaria per la Sicurezza Nazionale, corrispondente al maresciallo d'Italia del Regio Esercito, del grande ammiraglio della Regia Marina e al maresciallo dell'aria della Regia Aeronautica.

## Nell'Italia fascista
Venne istituito con la Circolare n° 11 del 17 febbraio 1923, da conferire a non più di 20 personalità distintesi per “speciali benemerenze”. I primi ad essere insigniti di tale onorificenza furono Benito Mussolini, Michele Bianchi e Filippo Cremonesi; a Mussolini fu conferito esclusivamente il titolo di primo caporale d'onore quale comandante della MVSN.
Il distintivo di Caporale d'onore andava portato sulla manica sinistra della giubba o della camicia, al di sopra del gomito, il corrispondente distintivo di grado in uso nell'Esercito ma capovolto e ricamanto in seta rossa, e dentro l'angolo il fascio littorio ricamato in oro.
La controspallina del Caporale d'onore ricamata in oro e centro il fascio littorio ricamato in oro.
Il distintivo di Primo caporale d'onore andava portato sulla manica sinistra della giubba o della camicia, al di sopra del gomito, il corrispondente distintivo di grado in uso nell'Esercito ma capovolto e ricamanto in seta rossa, e dentro l'angolo, ricamati in oro, il fascio littorio disposto trasversalmente e sopra di esso un'aquila romana.
La controspallina del Primo caporale d'onore ricamata in rosso e centro, ricamati in oro, il fascio littorio, disposto trasversalmente, e sopra di esso un'aquila romana.

## Personalità insignite
Il 17 febbraio 1923 a Benito Mussolini venne attribuito il titolo di Primo caporale d'onore e a Michele Bianchi e Filippo Cremonesi il titolo di caporale d'onore. Nello stesso anno il titolo venne attribuito il 24 febbraio a Alberto De Stefani, il 3 marzo ad Aldo Oviglio, Cesare Rossi (radiato il 20 giugno 1924) e Giovanni Marinelli, il 18 marzo a Luigi Federzoni e Raffaele Paolucci, il 18 aprile a Enrico Corradini e Dario Lupi, il 6 maggio a Edmondo Rossoni e il 23 ottobre a Vittorio Arangio Ruiz. 
Nel 1924 il grado venne conferito a Maurizio Maraviglia e Alberto Fassini Camossi.
Alla data del 31 Dicembre 1928 risultavano insigniti del titolo Michele Bianchi, Filippo Cremonesi, Alberto De Stefani, Aldo Oviglio, Giovanni Marinelli, Luigi Federzoni, Raffaele Paolucci, Enrico Corradini, Dario Lupi, Edmondo Rossoni, Vittorio Arangio Ruiz, Maurizio Maraviglia, Alberto Fassini Camossi, Carlo Delcroix.
Con la scomparsa, il 3 febbraio 1930, di Michele Bianchi al 31 dicembre 1932 oltre agli altri precedentemente citati risultava insignito del titolo Patrizio Turrini, grande invalido, cieco di guerra e pluridecorato al valor militare.
Nel 1938 il titolo venne conferito ad Adolf Hitler, in occasione della sua visita in Italia.

## Galleria d'immagini

Distintivo di grado per avambraccio di Primo caporale d'onore della Milizia Volontaria per la Sicurezza Nazionale
Distintivo di grado per avambraccio di Caporale d'onore della Milizia Volontaria per la Sicurezza Nazionale

Distintivo di grado per controspallina di primo caporale d'onore della Milizia Volontaria per la Sicurezza nazionale
Distintivo di grado per controspallina di Caporale d'onore della Milizia Volontaria per la Sicurezza nazionale